# Barbara Marianowska
Barbara Marianowska, apellido de nacimiento Zabłocka (29 de mayo de 1947 – Koźmice Wielkie, 9 de febrero de 2012) fue una política polaca.

## Biografía
Barbara Marianowska nació en 1947 en el campo de reasentamiento de Diddington (Gran Bretaña). Sus padres eran soldados en las Fuerzas Armadas Polacas en el este. Después de su llegada a Polonia, vivió en Tarnow, Karwodrza y Tuchow. Posteriormente, se trasladó a Cracovia donde completó su educación secundaria. Consiguió la licenciatura en Economía en la Academia de Económicas de Cracovia. Después, Marianowska se casó y tuvo dos hijos.
En 1980, fue miembro del partido NSZZ Solidaridad. Durante la Guerra Fría, trabajó en la publicación semenal clandestina "Lesser Poland" en Cracovia. Entre 1992 y 1994 fue tesorera del NSZZ. También trabajó al más alto nivel del Tesoro de la Cámara de Comercio en Cracovia. Marianowska posee las mejores calificaciones y es una gerente competente. Es una asesora financiera experimentada en Cracovia, así como miembro activo de tres comités: la Cámara Nacional de Comercio, la Asociación de Contadores Polacos y el Instituto de Seguridad Pública.
Fue elegida para la Sejm el 25 de septiembre de 2005, por el distrito de Tarnów como candidata de la lista de Ley y Justicia. También fue miembro del Sejm entre 2001 y 2005.